# Seventh Son of a Seventh Son
Seventh Son of a Seventh Son, deseori prescurtat SSOASS, este un album de heavy metal al trupei britanice Iron Maiden. Albumul a fost lansat pe 11 aprilie 1988, inițial prin Capitol și ulterior prin EMI.
Albumul este considerat de mulți fani ca fiind cel mai bun album Iron Maiden datorită atât muzicii cât și conceptului.
Piesele "The Evil That Men Do", "Can I Play With Madness" și "Infinite Dreams" au fost lansate ca single-uri.
În 1995 a fost lansată o alta versiune ce mai conținea un CD bonus cu următoarele piese:
1. Black Bart Blues
2. Massacre
3. Prowler 88
4. Charlotte The Harlot 88
5. Infinite Dreams (live)
6. The Clairvoyant (live)
7. The Prisoner (live)
8. Killers (live)
9. Still Life (live)

Albumul a fost remasterizat în 1998, iar CD-ul conține o secțiune multimedia cu videoclipuri, galerie foto, biografie, linkuri internet și o copertă cu 24 de pagini color cu fotografii și desene cu Eddie, mascota trupei.

## Tracklist
Side one
1. "Moonchild" (Adrian Smith, Bruce Dickinson) – 5:39
2. "Infinite Dreams" (Steve Harris) – 6:09
3. "Can I Play with Madness" (Smith, Dickinson, Harris) – 3:31
4. "The Evil That Men Do" (Smith, Dickinson, Harris) – 4:34

Side two
1. "Seventh Son of a Seventh Son" (Harris) – 9:53
2. "The Prophecy" (Dave Murray, Harris) – 5:05
3. "The Clairvoyant" (Harris) – 4:27
4. "Only the Good Die Young" (Harris, Dickinson) – 4:42

## Componență
- Bruce Dickinson - voce
- Steve Harris - bas
- Adrian Smith - chitară
- Dave Murray - chitară
- Nicko McBrain - baterie

## Alte Persoane
- Martin Birch - producator, inginer de sunet, mixaj
- Albert Boekholt - inginer de suner
- Ronald Prent - inginer de sunet
- Derek Riggs – artwork și design